# Mega Man 6
Mega Man 6 — компьютерная игра в жанре платформер, разработанная компаний Capcom для Nintendo Entertainment System. Игра является шестой частью оригинальной серии Mega Man и была выпущена в Японии 5 ноября 1993 года и Северной Америке в марте следующего года. Кроме того, игра была включена в компиляцию Mega Man Anniversary Collection, выпущенную в 2004 году. Первый выпуск в PAL-регионе состоялся 11 июня 2013 года в сервисе 3DS Virtual Console, спустя почти двадцать лет с момента изначального выхода игры.
Сюжет Mega Man 6 рассказывает о соревновании боевых роботов с участниками со всего мира. Во время турнира, зловещая фигура, называющая себя «Мистер Икс» объявляет, что он перепрограммировал восемь мощных роботов для того, чтобы использовать их для захвата мира. Протагонист игры, Мега Мен, который был отправлен на соревнования в качестве наблюдателя, решает помешать планам Мистера Икс. Mega Man 6 является стандартным платформером и практически не отличается по игровому процессу от своих пяти предшественников, за исключением нескольких особенностей, таких как альтернативные пути на уровнях и новые Раш-Адаптеры.
Mega Man 6 является первой игрой в серии, где на дизайн персонажей повлияли отзывы от игроков за пределами Японии. Проект появился в конце жизненного цикла Nintendo Entertainment System и стал последней частью серии выпущенной на восьмибитной консоли. Из-за отказа от поддержки NES и широкого распространения новой более мощной приставки Super Nintendo Entertainment System, Capcom решила не издавать Mega Man 6 в Северной Америке. Вместо этого, выпуском игры занималась Nintendo of America. Рецензенты положительно отзывались о качестве игры и использовании устоявшейся модели игрового процесса, однако практически все из них посчитали сиквел излишним.
Хотя первые пять игр серии Mega Man были доступны в сервисе Virtual Console на консоли Wii, Mega Man 6 не был представлен на канале Wii Shop, хотя игра была выпущена через сервис Nintendo 3DS Virtual Console в Японии, Европе и Северной Америке 20 июня 2013 года. Игра также была выпущена в сервисе Wii U Virtual Console в Японии, Европе и Северной Америке 14 мая, 24 июля и 21 августа 2014 года соответственно.

## Сюжет
Сюжет Mega Man 6 происходит после событий Mega Man 5. Для того, чтобы предотвратить постоянные атаки Доктора Вайли, был сформирован Глобальный Альянс Роботов и спустя год начинают проводиться соревнования с целью выявить самых сильных из роботов-миротворцев. Организатором турнира становится человек, о котором известно лишь, что его зовут «Мистер Икс» и что он является главой «Фонда Икс». Пацифист Доктор Лайт решает не участвовать в соревновании, но посылает Мега Мена с тем, чтобы наблюдать за происходящим. Перед началом состязаний, Мистер Икс заявляет, что он перепрограммировал восемь сильнейших роботов-участников, среди которых Близзард Мэн, Центавр Мэн, Флейм Мэн, Найт Мэн, Плант Мэн, Томагавк Мэн, Винд Мэн и Ямато Мэн для того, чтобы захватить мир и сообщает Мега Мену, что он манипулировал Доктором Вайли с самого начала. После этого Мега Мен и Раш решают расстроить планы Мистера Икс, для чего Мега Мен разрушает восьмерых роботов и проникает в замок Мистера Икс. Мега Мэн побеждает злодея, который оказывается замаскированным Доктором Вайли. Злой учёный сбегает в другую крепость, но Мега Мэн нагоняет его и снова одерживает победу. Игра заканчивается тем, что Доктор Вайли наконец-то предстаёт перед правосудием и отправляется в тюрьму.

## Игровой процесс
Игровой процесс Mega Man 6 по большей части схож с предыдущими пятью играми, вышедшими на NES. Игрок управляет Мега Мэном, целью которого является пройти до конца уровней, заполненных мелкими противниками и периодическими сражениями с мини-боссами. Основным способом атаки Мега Мэна является пушка, называемая «Мега Бастер» (англ. Mega Buster), которая может заряжаться, чтобы наносить более мощные выстрелы. У Мега Мэна всё также есть слайд, однако в этой игре он не может прыгать из него. В конце каждого из восьми основных уровней проходит бой с боссом и в случае победы, игрок получает от поверженного противника уникальное «Оружие Робот Мастера» (англ. Robot Master Weapon). Эти восемь уровней могут быть пройдены в любом порядке, однако из-за того, что боссы уязвимы для определённого вида Мастер Оружия, то это вносит элемент стратегии в процесс выбора следующего уровня игроком. Здоровье Мега Мена представлено полоской, которая может быть пополнена сбором энергетических шариков. Кроме того, на каждом из уровней игроком могут быть найдены дополнительные жизни, резервные контейнеры с энергией и шарики, восполняющей Мастер Оружие. В Mega Man 6 также появилось нововведение — «Энергетический Балансер» (англ. Energy Balancer), который автоматически подзаряжает оружие с наименьшим объёмом энергии когда игрок подбирает оружие Робот Мастеров.
В предыдущих играх серии Mega Man игрок мог призывать собаку-трансформера по кличке Раш или использовать другие вспомогательные предметы для того, чтобы пересекать сложные или недоступные участки уровня. В Mega Man 6 вместо этого используется пара «Раш адаптеров», которые превращают Мега Мена и Раша в общую особую форму. Первый из адаптеров, «Джет Мега Мена» (англ. Jet Mega Man), позволяет игроку взлетать или зависать на короткое время, но отключает возможность использования заряженных выстрелов. Второй адаптер, «Сила Мега Мена» (англ. Power Mega Man), использует мощную атаку ближнего действия для уничтожения больших блоков. При использовании любого из адаптеров, игрок не может производить подкаты. Кроме того, одной из особенностей Mega Man 6 стала меньшая линейность уровней, чем в предыдущих частях серии. Многие уровни обладают развилкой и таким образом игрок может попасть в комнату с боссом двумя способами, однако часто для использования альтернативного маршрута от игрока требуется активировать Раш адаптер. При использовании любого из путей уровень будет считаться пройденным, однако только на одном из маршрутов игрок получит микросхему для сборки птицы-робота по кличке Бит (англ. Beat). Если игрок собирает все четыре микросхемы, то он получает способность призывать Бита для того, чтобы атаковать противников. В отличие от Mega Man 5, Бит убивает любого врага с одного удара, однако, тратит столько энергии, сколько было здоровья у врага.

## Оценки
| Иноязычные издания | Иноязычные издания |
| Издание            | Оценка             |
| ------------------ | ------------------ |
| EGM                | 6,8/10             |
| Famitsu            | 23/40              |
| GamePro            | [ 7 ]              |
| Nintendo Power     | 3,65/5             |
| Game Players       | 88 %               |

### Комментарии
1. ↑  в Японии известная как Rockman 6 Shijō Saidai no Tatakai!! (яп. ロックマン6 史上最大の戦い!! Роккуман 6 Сидзё(Сиджо): Сайдай но Татакай!! или Megaman 6: The Ultimate Battle или Rockman 6: Мега Битва)